# Marina Kielmann
Marina Kielmann, née le 31 janvier 1968 à Dortmund, est une patineuse artistique allemande.

## Biographie

### Carrière sportive
Elle est médaillée d'or à l'Universiade d'hiver de 1989 et médaillée de bronze aux Championnats d'Europe 1990 sous les couleurs de l'Allemagne de l'Ouest.
Sous les couleurs de l'Allemagne réunifiée, elle est médaillée d'argent aux Championnats d'Europe 1992 et médaillée de bronze aux Championnats d'Europe 1991 et aux Championnats d'Europe 1993.

## Palmarès
| Compétitions principales | 1987    | 1988    | 1989    | 1990    | 1991    | 1992    | 1993    | 1994    | 1995    |  |  |  |  |  |
| Jeux olympiques d'hiver  |         | 10e     |         |         |         | 10e     |         |         |         |  |  |  |  |  |
| Championnats du monde    |         | 12e     |         | 10e     | 8e      | 12e     | 6e      | 4e      | 13e     |  |  |  |  |  |
| Championnats d’Europe    |         | 9e      |         | 3e      | 3e      | 2e      | 3e      | 9e      | 6e      |  |  |  |  |  |
| Championnats d'Allemagne | 7e      | 2e      | 3e      | 2e      | 1re     | 1re     | 1re     | 3e      | 2e      |  |  |  |  |  |
|                          |         |         |         |         |         |         |         |         |         |  |  |  |  |  |
| Autres Compétitions      | 1986/87 | 1987/88 | 1988/89 | 1989/90 | 1990/91 | 1991/92 | 1992/93 | 1993/94 | 1994/95 |  |  |  |  |  |
| Skate America            |         |         |         | 7e      |         |         |         | 5e      | 4e      |  |  |  |  |  |
| Skate Canada             |         |         |         |         |         | 2e      |         |         | 4e      |  |  |  |  |  |
| Coupe d'Allemagne        |         |         |         | 2e      | 4e      | 2e      | 3e      | 5e      | 1re     |  |  |  |  |  |
| Trophée de France        |         |         |         |         |         |         | 6e      |         |         |  |  |  |  |  |
| Trophée NHK              |         |         | 3e      |         | 7e      |         |         |         |         |  |  |  |  |  |
|                          |         |         |         |         |         |         |         |         |         |  |  |  |  |  |